# The Reaper
The Reaper п'ятий студійний альбом німецького павер-метал/спід-метал гурту Grave Digger. Був виданий 2 листопада 1993 року. Це був перший альбом гурту після повернення і семирічної паузи після альбому War Games.

## Про альбом
До нового складу гурту увійшли виключно Кріс Болтендаль і гітарист Уве Луліс, який і переконав Болтендаля випустити новий альбом. Саме через це Луліс намагався отримати права на назву Grave Digger після виходу з гурту після випуску альбому Excalibur. У цьому альбомі відбувся перехід до темної лірики і швидкої музики а також вперше на обкладинці з'явився Могильний жнець. Обкладинка — це гравюра на дереві «Танець смерті», 19 століття, німецького художника Альфреда Ретеля. Більша частина матеріалу була написана Болтендалем у кінці 80-их.

## Список композицій
Усі пісні написані Grave Digger, за виключенням першої композиції, яку написав Піт Сілк.
1. «Tribute to Death» — 1:28
2. «The Reaper» — 4:16
3. «Ride On» — 3:33
4. «Shadows of a Moonless Night» — 3:55
5. «Play Your Game (And Kill)» — 3:25
6. «Wedding Day» — 3:54
7. «Spy of Mas'on» — 3:59
8. «Under My Flag» — 4:47
9. «Fight the Fight» — 2:46
10. «Legions of the Lost (Pt.2)» — 6:18
11. «And the Devil Plays Piano» — 4:02
12. «Ruler Mr.H» — 3:38
13. «The Madness Continues» — 1:33

## Учасники
- Кріс Болтендаль — вокал
- Уве Луліс — гітара
- Томі Готтліх — бас-гітара
- Йорг Міхаель — ударні